# Стирти
Сти́рти — село в Україні, у Житомирському районі Житомирської області, входить до складу Черняхівської селищної громади.

## Географія
На південному сході від села бере початок річка Бистріївка.
На південному заході від села бере початок річка Безіменна, права притока Очеретянки.

## Історія
Село відоме з 1605 року, розташоване біля витоку річки Бистріївки на рівнині з незначними пониженнями і підвищеннями. На сході від села є горб «Осова Гора», а на півночі «Бугайова Гора». Поблизу села Стирт виявлено слов'янські кургани VI—VII століть.
Назва села Стирти, як писав історик М. І. Теодорович, походить від того, що в цих місцях були великі сінокоси і люди складали сіно в скирти, а потім тут поселилися і поселення назвали Стирти.
З самого початку село належало українським магнатам Немиричам і згадується в акті від 14 січня 1611 року про те, що на нього напав шляхтич Г. Пашкевич з великою кількістю свавільних людей і пограбував.
В 1790 році в селі Стиртах на кошти прихожан була побудована церква. Місцевому священнослужителю ерекцією (привілеєю) даною поміщицею Немиріч в 1794 році було дано право без міри і черги молоти зерно в Стиртянському і Андріївському млинах, а також вільна рубка лісу на будівництво і паливо. Села, які відносились до даного приходу: Андріїв, Воров, Коритки (в 3 верстах).
Село Коритки, яке було приходом Стиртянської церкви, зникло повністю і землі перейшли до Стирт, а частина до Черняхова. На сьогодні в селі Стиртах та смт. Черняхові є багато людей які носять прізвище Коритко.
Колгосп у селі Стиртах заснований у 1929 році. Акт на вічне користування землею вручено в 1935 році.
В передвоєнні роки колгосп був одним з передових господарств району, в 1940 році був учасником сільськогосподарської виставки в Москві, і премійований легковою автомашиною. За одержання високих врожаїв сільськогосподарських культур ланкову колгоспу Шлапак Серафиму Архипівну 1 березня 1938 року було нагороджено орденом «Знак пошани».
13 липня 1941 року село було окуповане нацистськими загарбниками. Десятки людей було розстріляно і забрано на каторжні роботи в Німеччину. В Другій світовій війні брало участь 217 чоловік, з них 128 загинуло, 109 чоловік нагороджено бойовими орденами і медалями.
На братських могилах воїнів, що полягли за визволення села від нацистів встановлено обеліски.
В селі працювала неповно-середня школа, в якій навчалося більше 200 учнів, Будинок культури, ФАП, магазин. На території сільської Ради в наш час[коли?] господарство ведуть два с/г підприємства «Полісся» та «Федорівське».
До 2020 року — центр сільської Ради, якій були підпорядковані села Малинівка та Федорівка.

## Постаті
Уродженцями села Стирти є академік Української Академії сільськогосподарських наук професор Новаківський Леонід Якович, кандидати сільськогосподарських наук Т. А. Терещенко, В. Й. Войналович та кандидати медичних наук А. Я. Безпалюк, А. Й. Дрозд.